# Hörby yrkesgymnasium
Hörbys yrkesgymnasium grundades 2010 och är en friskola i Hörby som inriktat sig på yrkesprogram. Skolan är enda gymnasieskolan i kommunen. Skolan drivs av Hörby Yrkesgymnasium AB .
Skolan har två yrkesprogram, vilka är Bygg- och anläggningsprogrammet och Fordons- och transportprogrammet. Skolan har även introduktionsprogram. 